# Quistorpturm

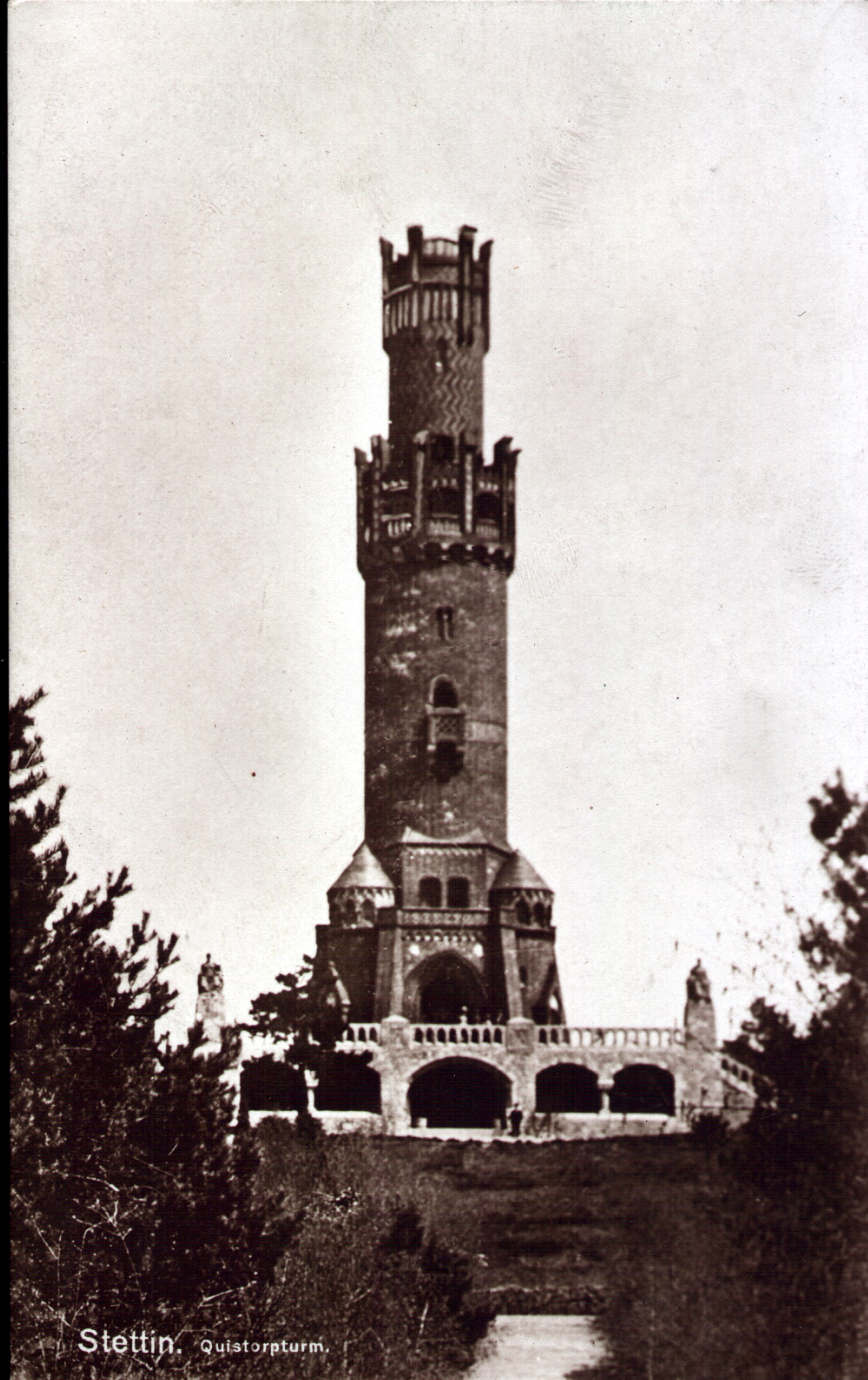
Quistorpturm, um 1900?

Der Quistorpturm, Johannes-Quistorp-Gedächtnis-Turm oder Johannes-Quistorp-Turm bei Stettin war ein Aussichtsturm, der zur Erinnerung an Johannes Quistorp errichtet wurde.

## Geschichte und Beschreibung
Martin Quistorp ließ den Turm zu Ehren seines Vaters im damaligen Quistorp-Park errichten. Diese Anlage erreichte man von der Stettiner Innenstadt aus in nordöstlicher Richtung über die Kaiser-Wilhelm-Straße, die in die Quistorp-Aue überging.
Das Bauwerk wurde von Franz Schwechten entworfen. Mit dem Bau wurde 1899 begonnen.
Der Turm besaß einen neoromanischen Sockel aus Granitblöcken, die man in den Rügener Steinbrüchen gewonnen hatte. Nach Arkona, Standort des Svantovit-Tempels auf Rügen, ist heute die Umgebung des Turmes benannt: Lasek Arkonski. Zur Bauzeit des Turmes hieß der Wald Eckerberger Wald.
Der Unterbau des Turmes enthielt ein Café. Die Eckpfeiler des Sockels trugen zwei allegorische Darstellungen des Handels und der Industrie, die Ludwig Manzel aus Beton geschaffen hatte. Auf dem Granitsockel stand der eigentliche Turm, ein aus Ziegelsteinen gemauertes neogotisches Bauwerk, das zum Teil mit Keramik verziert war.
Peer Zietz sprach dem Bau „politische Brisanz“ zu, da derartige Monumente „im Deutschen Reich eigentlich Monarchen und Staatsmännern vorbehalten“ gewesen seien. Dazu noch habe der Quistorpturm große Ähnlichkeit mit dem Kaiser-Wilhelm-Turm auf dem Karlsberg bei Berlin gehabt. Beide Türme waren mit Aufschriften versehen, die an die Geehrten erinnerten, beide waren mit einer Gedenkhalle für den Verstorbenen ausgestattet, in der dessen Büste aufgestellt war.
1945 wurde der Quistorpturm größtenteils zerstört; erhalten blieben die Sockelgeschosse und ein Teil der Ziegelmauern. Eine der Manzelschen Betonfiguren soll sehr viel später gestohlen worden sein.